# Czarna (Dębica)
Czarna è un comune rurale polacco del distretto di Dębica, nel voivodato della Precarpazia.
Ricopre una superficie di 149 km² e nel 2005 contava 12 433 abitanti.